# Família Corcorúnio
Corcorúnio (em latim: Chorchorunius) ou Corcoruni (em latim: Chorchoruni; em armênio: Խորխոռունի; romaniz.: Χorχoṙuni; em grego: Χουρχόρῶν; romaniz.: Chourchórõn (gen.)) foi uma família nobre armênia (nacarar) da Antiguidade e Idade Média.

## História
Os corcorúnios eram remanescentes territorializados dos hurritas que dominaram o principado de Corcorúnia ou Malcazado, em referência ao título gentilício de malcaz (μαλχαζ, malchaz; մալխազ, malχaz) detido pela família, que estava situado no vale do Arsânias, ao norte do lago de Vã, na província de Turuberânia. Segundo Moisés de Corene, os Corcorúnios descendiam de Haico, o patriarca mítico dos armênios, através de seu filho Cor. O mesmo cronista alegou que receberam do mítico Valarsaces I, suposto fundador do ramo armênio dos arsácidas, o direito de ocuparem o ofício de comandante da guarda real, sempre equipados com lança e espada. A família é registrada desde o início do século IV, quando foi mencionada no Ciclo de Gregório de 314, onde ocorre em 15.ª (Lista A) e 11.ª (Lista B). Nesse ponto, portanto, configurava-se como um clã menor dentro da nobreza armênia, mas em meados do século V adquiriram maior proeminência, sobretudo pela perda de territórios da Armênia desde finais do século IV. Nesse contexto, os territórios dos Corcorúnios compunham o limite sul do território armênio, antes ocupado por Arzanena, e eles tornar-se-ia marqueses dessa porção da fronteira. A Lista de Trono (Գահնամակ, gahnamak) os omite. A Lista Militar (Զորնամակ, Zōrnamak), o documento que indica a quantidade de cavaleiros que cada uma das famílias nobres devia ceder ao exército real em caso de convocação, afirma que podiam arregimentar mil cavaleiros, mas as crônicas registram de mil a dois mil cavaleiros, a depender do período.
Durante o governo sassânida da Armênia, Corianes envolveu-se ao lado de Vardanes II na Batalha de Avarair de 451, vindo a falecer no combate. Mais adiante, Gadixo permaneceu no lado do marzobã Adar Gusnaspe na disputa com o católico Guiute de Araez (461–478) e na tentativa de imposição do zoroastrismo na região. Em 505/6, Artaxer participou do Primeiro Concílio de Dúbio convocado pelo católico Apovipcenes (r. 490/1–515/6). Em 555, Garzúlio III e Verive assinaram a ata de comparecimento do Segundo Concílio de Dúbio conveniado por Narses II (r. 548/9–557/8). Em 595/6 e novamente em 601, Atato revoltou-se com outros nobres armênios contra o imperador Maurício (r. 582–602) e acabou executado pelo xainxá Cosroes II (r. 590–628). Em 605/6, Teodósio lutou pelos bizantinos e foi derrotado por Senitão Cosroes. Em 637, João Atalarico, filho bastardo do imperador Heráclio (r. 610–641), envolveu-se numa conspiração contra seu pai e teve ajuda de alguns nobres armênios, um deles, chamado Vaanes, possivelmente membro da família Corcorúnio. A família Querqueulize, conhecida em fontes do século XII do Reino da Geórgia, pode descender dos Corcorúnios.